# AVN-díj
Az AVN-díj (angolul: AVN Awards) az AVN (Adult Video News) amerikai felnőtt videóipari magazin által szponzorált és odaítélt filmes díj, amellyel az amerikai pornófilmek készítésében és marketingjében elért eredményeket ismerik el. Gyakran nevezik a „pornó Oscarjának”.
Az AVN-díjat több mint 100 kategóriában osztják ki, amelyek egy része analóg a más film- és videóműfajokban felajánlott díjakkal, más részük pedig kifejezetten a pornográf/erotikus filmekre és videókra jellemző.
Az AVN 1984 februárjában szponzorálta az első AVN-díjátadó ünnepséget. A díjátadóra január elején kerül sor az AVN Adult Entertainment Expo során a nevadai Las Vegasban. 2008 óta a Showtime műsorán adják le időre szerkesztett formában, amely általában 90 perces idősávban kerül adásba.

## Fordítás
- Ez a szócikk részben vagy egészben  az   AVN Awards című angol Wikipédia-szócikk ezen változatának fordításán alapul.  Az eredeti cikk szerkesztőit annak laptörténete sorolja fel. Ez a jelzés csupán a megfogalmazás eredetét és a szerzői jogokat jelzi, nem szolgál a cikkben szereplő információk forrásmegjelöléseként.